# Nord (departement)
 For alternative betydninger, se Nord (flertydig). (Se også artikler, som begynder med Nord)
Nord ( fransk udtale ?) er et fransk departement i regionen Hauts-de-France. Hovedbyen er Lille, og departementet har 2.555.020 indbyggere (1999).

## Administrativ opdeling
Der er 6 arrondissementer, 41 kantoner og 648 kommuner i Nord.

## Historie
Departementet var tidligere en del af grevskabet Flandern, og Nord grænser i dag op til den belgiske region Flandern.
Nord er det nordligste (deraf navnet) og folkerigeste af Frankrigs departementer.